# Universidad Alderson Broaddus
La Universidad Alderson Broaddus (Alderson Broaddus University en idioma inglés) es una universidad privada bautista, ubicada en Philippi (Virginia Occidental), Estados Unidos de América. Ella está afiliada a las Iglesias Bautistas Americanas USA.

## Historia
La universidad fue fundada en 1871 en Winchester, Virginia como el Instituto Broaddus por el ministro bautista Edward Jefferson Willis. En 1876 se trasladó a Clarksburg (West Virginia), luego a Philippi (Virginia Occidental) en 1909. En 1917 cambió su nombre a Broaddus College and Academy. En 1932 se fusionó con Alderson Academy para formar Alderson Broaddus College. En 2013, se convirtió en una universidad. Para el curso 2020-2021 contó con 863 alumnos.

## Membresías
Es miembro de las Iglesias Bautistas Americanas USA.

## Campus

Burbick Hall
Pickett Library
Kemper-Redd Science Center